# Seznam chráněných území v okrese Semily
Toto je seznam chráněných území v okrese Semily aktuální k roku 2016, ve kterém jsou uvedena chráněná území v oblasti okresu Semily.
| Kód  | Obrázek                                                                          | Typ  | Název                        | Rozloha (ha) | Galerie Commons                                                | Popis území | Souřadnice                       |
| ---- | -------------------------------------------------------------------------------- | ---- | ---------------------------- | ------------ | -------------------------------------------------------------- | --- | -------------------------------- |
| 1933 | Přírodní rezervace Apolena                                                       | PR   | Apolena                      | 18,30        | Kategorie „Apolena (přírodní rezervace)“ na Wikimedia Commons  | Pískovcové skalní město s věžemi, výskyt netopýrů | 50°30′47″ s. š., 15°14′6″ v. d.  |
| 1934 | Duby v PR Bažantník                                                              | PR   | Bažantník                    | 14,00        | Kategorie „Bažantník (nature reserve)“ na Wikimedia Commons    | Zbytek lipové doubravy a olšiny, ornitologicky významné území | 50°33′23″ s. š., 15°11′23″ v. d. |
| 919  | Skalní útvar „Želva“                                                             | PP   | Borecké skály                | 29,60        | Kategorie „Borecké skály“ na Wikimedia Commons                 | Menší skalní město se zbytky reliktních borů | 50°32′10″ s. š., 15°14′30″ v. d. |
| 2065 | Bozkovské dolomitové jeskyně - Jezerní dóm                                       | NPP  | Bozkovské dolomitové jeskyně | 5,54         | Kategorie „Bozkovské dolomitové jeskyně“ na Wikimedia Commons  | Krasové území s komplexem Bozkovských dolomitových jeskyní a dalšími krasovými jevy. | 50°38′51″ s. š., 15°20′19″ v. d. |
| 1760 |                                                                                  | PR   | Bučiny u Rakous              | 24,64        | Kategorie „Bučiny u Rakous“ na Wikimedia Commons               | Bučina přirozeného charakteru na opukových srázech Jizery, četné skalní útvary a výchozy | 50°37′10″ s. š., 15°11′42″ v. d. |
| 63   | CHKO Český ráj                                                                   | CHKO | Český ráj                    | 18 152,3     | Kategorie „Český ráj“ na Wikimedia Commons                     | | 50°37′5″ s. š., 15°12′24″ v. d.  |
| 1935 | Hruboskalsko                                                                     | PR   | Hruboskalsko                 | 219,20       | Kategorie „Hruboskalsko (nature reserve)“ na Wikimedia Commons | Rozlehlé pískovcové skalní město | 50°33′6″ s. š., 15°11′1″ v. d.   |
| 1928 | PP Jezírko pod Táborem                                                           | PP   | Jezírko pod Táborem          | 0,29         | Kategorie „Jezírko pod Táborem“ na Wikimedia Commons           | Zachování stávající početnosti populace silně ohroženého druhu Drosera rotundifolia (rosnatka okrouhlolistá), která je vázána na společenstvo Sphagnum terex - Carex rostrata. | 50°30′23″ s. š., 15°21′5″ v. d.  |
| 52   | CHKO Jizerské hory zasahuje do okresu Semily jen malým cípem u Pasek nad Jizerou | CHKO | Jizerské hory                | 35 000       | Kategorie „Jizera Mountains“ na Wikimedia Commons              | | 50°49′45″ s. š., 15°11′17″ v. d. |
| 918  | Skalní hrad Rotštejn v PR Klokočské skály                                        | PR   | Klokočské skály              | 228,13       | Kategorie „Klokočské skály“ na Wikimedia Commons               | Mimořádně rozsáhlý souvislý skalní útvar křídového původu a zbytek reliktního boru. Výskyt žebrovice různolisté (Blechnum spicant) | 50°35′52″ s. š., 15°12′42″ v. d. |
| 1750 | Kovářův mlýn                                                                     | PP   | Kovářův mlýn                 | 0,23         | Kategorie „Kovářův mlýn“ na Wikimedia Commons                  | Paleontologické a stratigrafické naleziště spodního permu | 50°34′25″ s. š., 15°23′44″ v. d. |
| 920  | Kozákov                                                                          | NPP  | Kozákov                      | 162,83       | Kategorie „Kozákov“ na Wikimedia Commons                       | Velmi starý geologický útvar vzniklý sopečnou činností, naleziště unikátních minerálů; barevných chalcedonů a odrůd křemen, mořských i sladkovodních cenomanských usazenin obsahující velké množství zkamenělin rostlin a živočichů, významné archeologické naleziště; nejsevernější výskyt člověk doby kamenné a jeho dílny v jeskyni Dobí pec, symbol krajiny Českého ráje, naleziště drahých kamenů a v novodobé historii symbol boje za svobodu našeho lidu. | 50°35′38″ s. š., 15°15′48″ v. d. |
| 66   | Sněžka v Krkonošském národním parku                                              | NP   | Krkonošský národní park      | 36 300       | Kategorie „Karkonosze National Park“ na Wikimedia Commons      | | 50°44′10″ s. š., 15°44′25″ v. d. |
| 1674 | PP Libuňka                                                                       | PP   | Libuňka                      | 3,80         | Kategorie „Libuňka (natural monument)“ na Wikimedia Commons    | Meandrovitý přirozený tok Libuňky, téměř 2 km dlouhý s břehovými porosty | 50°31′56″ s. š., 15°14′ v. d.    |
| 257  | Na hranicích                                                                     | PR   | Na hranicích                 | 3,82         | Kategorie „Na Hranicích“ na Wikimedia Commons                  | Bukový porost s hojným výskytem přesličky obrovské | 50°35′2″ s. š., 15°9′8″ v. d.    |
| 1927 | Nístějka                                                                         | PP   | Nístějka                     | 2,68         | Kategorie „Nístějka“ na Wikimedia Commons                      | Suťový les na skalních srubech, bohatá květena | 50°40′31″ s. š., 15°26′46″ v. d. |
| 5624 | Údolí s loukami a lesy v PP Podloučky                                            | PP   | Podloučky                    | 116,74       | Kategorie „Podloučky (natural monument)“ na Wikimedia Commons  | Luční společenstva xerotermních trávníků a lesní společenstva zachovalých květnatých a vápnomilných bučin s výskytem zvláště chráněných druhů vyvinutá na geologickém podloží slinitých pískovců. | 50°36′46″ s. š., 15°12′41″ v. d. |
| 1675 | Podtrosecké údolí                                                                | PR   | Podtrosecká údolí            | 143,04       | Kategorie „Podtrosecká údolí“ na Wikimedia Commons             | Nejrozsáhlejší souvislý komplex mokřadních biotopů v CHKO Český ráj. | 50°31′2″ s. š., 15°12′3″ v. d.   |
| 417  | Označení NPP Strážník                                                            | NPP  | Strážník                     | 1,50         | Kategorie „Strážník“ na Wikimedia Commons                      | Výskyt unikátní krystalografické formy křemene, tzv. hvězdovce | 50°36′19″ s. š., 15°26′38″ v. d. |
| 2268 | Tachovský vodopád                                                                | PP   | Tachovský vodopád            | 1,60         | Kategorie „Tachovský vodopád“ na Wikimedia Commons             | Geomorfologický fenomén - kaskáda z kompaktního pěnovce, sintrové povlaky na křemenném pískovci, skalní perforace a jeskyně. | 50°31′3″ s. š., 15°13′8″ v. d.   |
| 1932 | Trosky                                                                           | PP   | Trosky                       | 3,46         | Kategorie „Trosky“ na Wikimedia Commons                        | Suky nefelinického čediče, symbol Českého ráje | 50°30′57″ s. š., 15°13′53″ v. d. |
| 471  | Lávka nad řekou Jizerou                                                          | PR   | Údolí Jizery                 | 122,2        | Kategorie „Údolí Jizery (nature reserve)“ na Wikimedia Commons | Kaňonovité údolí s výskytem chráněných živočichů a rostlin. | 50°37′22″ s. š., 15°18′16″ v. d. |
| 1929 | Údolí Vošmendy                                                                   | PR   | Údolí Vošmendy               | 13,14        | Kategorie „Údolí Vošmendy“ na Wikimedia Commons                | Krasové území s jeskyněmi, ponory a vývěry podzemních vod, krasovými propady, paleontologickými nálezy, luční a lesní společenstva | 50°38′58″ s. š., 15°21′33″ v. d. |
| 1711 | Vústra                                                                           | PP   | Vústra                       | 2,24         | Kategorie „Vústra“ na Wikimedia Commons                        | Malý lesní rybníček obklopený mokřadními loukami se vzácnými druhy | 50°33′31″ s. š., 15°7′29″ v. d.  |

## Zrušená chráněná území
| Kód  | Obrázek                                      | Typ | Název           | Rozloha (ha) | Galerie Commons                                             | Popis území | Souřadnice                       |
| ---- | -------------------------------------------- | --- | --------------- | ------------ | ----------------------------------------------------------- | --- | -------------------------------- |
| 923  | celkový pohled na Čertovu ruku od jihozápadu | PP  | Čertova ruka    | 4,07         | Kategorie „Čertova ruka“ na Wikimedia Commons               | Křídový pískovcový skalní útvar, zbytek reliktního boru a archeologické naleziště, začleněno do PR Hruboskalsko                         | 50°33′18″ s. š., 15°10′33″ v. d. |
| 1751 | Galerie                                      | PP  | Galerie         | 5,54         | Kategorie „Galerie (natural monument)“ na Wikimedia Commons | Ochrana krajinářsky hodnotné skalnaté soutěsky v údolí Jizery s výskytem chráněné rostliny lomikámenu trsnatého (Saxifraga caespitosa). | 50°37′13″ s. š., 15°18′17″ v. d. |
| 921  | Mechové jezírko                              | PP  | Mechové jezírko | 6,8          | Kategorie „Mechové jezírko“ na Wikimedia Commons            | Jediné jezírko na české straně Krkonoš, velmi bohatá lokalita mechorostů. Zrušena k 1. únoru 2009. Území je součástí 1. zóny NP.        | 50°44′25″ s. š., 15°32′23″ v. d. |
| 529  | Vrchol Viol9k v b7val0 PP Prameny Labe       | PP  | Prameny Labe    | 2 886        |                                                             | Nejcennější vrcholové partie Krkonoš v pramenné oblasti Labe. Zrušena k 1. dubnu 2008. Území je součástí 1. zóny NP.                    | 50°47′39″ s. š., 15°28′2″ v. d.  |
| 478  | Bučina v dolní části CHÚ                     | PP  | V bažinkách     | 31,38        | Kategorie „V bažinkách“ na Wikimedia Commons                | Smíšený horský les typický pro přirozené lesy Krkonoš. Zrušena k 1. dubnu 2008. Území je součástí 1. zóny NP.                           | 50°44′ s. š., 15°32′18″ v. d.    |